# 9359 Fleringe
9359 Fleringe è un asteroide della fascia principale. Scoperto nel 1992, presenta un'orbita caratterizzata da un semiasse maggiore pari a 2,6174323 UA e da un'eccentricità di 0,0816052, inclinata di 8,50477° rispetto all'eclittica.